# Delegati dal Dakota del Nord al Congresso degli Stati Uniti d'America

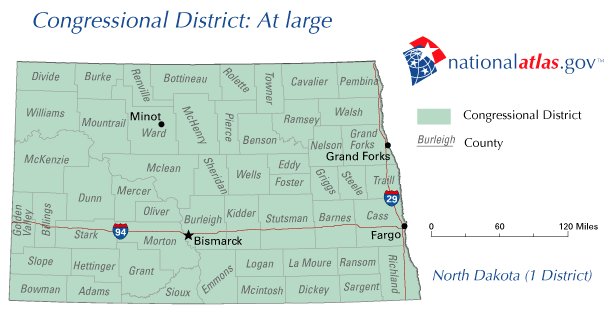
Mappa del Dakota del Nord

Sin dall'ingresso negli Stati Uniti d'America, nel 1889, il Dakota del Nord è rappresentato al Congresso degli Stati Uniti da una delegazione al Senato e alla Camera dei rappresentanti. Ogni stato elegge due senatori con mandati di sei anni, a prescindere dalla popolazione dello stato, e quelli del Dakota del Nord appartengono alle classi 1 e 3. Elegge poi un numero di rappresentanti alla Camera in maniera proporzionale alla popolazione, ogni due anni; attualmente elegge un solo deputato alla Camera. Nel corso della sua storia, il Dakota del Nord ha avuto una rappresentanza variabile da 1 a 3 deputati; l'attuale valore di 1 è in vigore dal 1973, per effetto del censimento del 1970, confermato da tutti i censimenti successivi. Prima di divenire uno stato, il Territorio del Dakota eleggeva un unico deputato alla Camera, rappresentante per tutto il territorio.

## Camera dei rappresentanti

### Delegati attuali
La delegazione dello stato del Dakota del Nord è composta da un unico membro, la repubblicana Julie Fedorchak, che rappresenta lo stato dal 2025.
| Distretto | Rappresentante  | Partito      | CPVI (2025) | Inizio mandato | Mappa del distretto |
| --------- | --------------- | ------------ | ----------- | -------------- | ------------------- |
| At-large  | Julie Fedorchak | Repubblicano | R+18        | 3 gennaio 2025 |                     |

## Senato
| Senatore               | Congresso        | Senatore                 |
| Classe 1               | Congresso        | Classe 3                 |
| ---------------------- | ---------------- | ------------------------ |
| Lyman R. Casey (R)     | 51               | Gilbert A. Pierce (R)    |
| Lyman R. Casey (R)     | 52               | Henry C. Hansbrough (R)  |
| William N. Roach (D)   | 53               | Henry C. Hansbrough (R)  |
| William N. Roach (D)   | 54               | Henry C. Hansbrough (R)  |
| William N. Roach (D)   | 55               | Henry C. Hansbrough (R)  |
| Porter J. McCumber (R) | 56               | Henry C. Hansbrough (R)  |
| Porter J. McCumber (R) | 57               | Henry C. Hansbrough (R)  |
| Porter J. McCumber (R) | 58               | Henry C. Hansbrough (R)  |
| Porter J. McCumber (R) | 59               | Henry C. Hansbrough (R)  |
| Porter J. McCumber (R) | 60               | Henry C. Hansbrough (R)  |
| Porter J. McCumber (R) | 61               | Martin N. Johnson (R)    |
| Porter J. McCumber (R) | 61               | Fountain L. Thompson (D) |
| Porter J. McCumber (R) | 61               | William E. Purcell (D)   |
| Porter J. McCumber (R) | 62               | Asle Gronna (R)          |
| Porter J. McCumber (R) | 63               | Asle Gronna (R)          |
| Porter J. McCumber (R) | 64               | Asle Gronna (R)          |
| Porter J. McCumber (R) | 65               | Asle Gronna (R)          |
| Porter J. McCumber (R) | 66               | Asle Gronna (R)          |
| Porter J. McCumber (R) | 67               | Edwin F. Ladd (R)        |
| Lynn Frazier (R)       | 68               | Edwin F. Ladd (R)        |
| Lynn Frazier (R)       | 69               | Edwin F. Ladd (R)        |
| Lynn Frazier (R)       | Gerald Nye (R)   |                          |
| Lynn Frazier (R)       | 70               |                          |
| Lynn Frazier (R)       | 71               |                          |
| Lynn Frazier (R)       | 72               |                          |
| Lynn Frazier (R)       | 73               |                          |
| Lynn Frazier (R)       | 74               |                          |
| Lynn Frazier (R)       | 75               |                          |
| Lynn Frazier (R)       | 76               |                          |
| William Langer (R)     | 77               |                          |
| William Langer (R)     | 78               |                          |
| William Langer (R)     | 79               | John Moses (D)           |
| William Langer (R)     | 79               | Milton Young (R)         |
| William Langer (R)     | 80               |                          |
| William Langer (R)     | 81               |                          |
| William Langer (R)     | 82               |                          |
| William Langer (R)     | 83               |                          |
| William Langer (R)     | 84               |                          |
| William Langer (R)     | 85               |                          |
| William Langer (R)     | 86               |                          |
| Vacante                |                  |                          |
| Norman Brunsdale (R)   |                  |                          |
| Quentin Burdick (D)    |                  |                          |
| 87                     |                  |                          |
| 88                     |                  |                          |
| 89                     |                  |                          |
| 90                     |                  |                          |
| 91                     |                  |                          |
| 92                     |                  |                          |
| 93                     |                  |                          |
| 94                     |                  |                          |
| 95                     |                  |                          |
| 96                     |                  |                          |
| 97                     | Mark Andrews (D) |                          |
| 98                     | Mark Andrews (D) |                          |
| 99                     | Mark Andrews (D) |                          |
| 100                    | Mark Andrews (D) |                          |
| Kent Conrad (D)        |                  |                          |
| 101                    |                  |                          |
| Jocelyn Burdick (D)    |                  |                          |
| 102                    |                  |                          |
| Kent Conrad (D)        | Byron Dorgan (D) |                          |
| Kent Conrad (D)        | Byron Dorgan (D) | 103                      |
| Kent Conrad (D)        | Byron Dorgan (D) | 104                      |
| Kent Conrad (D)        | Byron Dorgan (D) | 105                      |
| Kent Conrad (D)        | Byron Dorgan (D) | 106                      |
| Kent Conrad (D)        | Byron Dorgan (D) | 107                      |
| Kent Conrad (D)        | Byron Dorgan (D) | 108                      |
| Kent Conrad (D)        | Byron Dorgan (D) | 109                      |
| Kent Conrad (D)        | Byron Dorgan (D) | 110                      |
| Kent Conrad (D)        | Byron Dorgan (D) | 111                      |
| Kent Conrad (D)        | 112              | John Hoeven (R)          |
| Heidi Heitkamp (D)     | 113              | John Hoeven (R)          |
| Heidi Heitkamp (D)     | 114              | John Hoeven (R)          |
| Heidi Heitkamp (D)     | 115              | John Hoeven (R)          |
| Kevin Cramer (R)       | 116              | John Hoeven (R)          |
| Kevin Cramer (R)       | 117              | John Hoeven (R)          |
| Kevin Cramer (R)       | 118              | John Hoeven (R)          |
| Kevin Cramer (R)       | 119              | John Hoeven (R)          |